# Hot Butter
Hot Butter est un cover band instrumental américain de pop et synthpop. Il est formé par le claviériste Stan Free dans les années 1970. Il est connu pour sa reprise en 1972 de Popcorn, le premier morceau de musique électronique à avoir eu un large succès commercial. Ce morceau avait été créé en 1969 par Gershon Kingsley sur l'album Music to Moog By.

## Biographie
Les notes du CD indiquent que Free jouait du synthétiseur Moog.
Le groupe compte deux albums, Hot Butter (Musicor, 1972) et More Hot Butter (Musicor, 1973), comprenant principalement des reprises, en format vinyle publié par Hallmark Records. Les deux albums sont compilés en format CD sous le titre Popcorn chez Castle Music en 2000.

## Discographie
- 1972 : Hot Butter
- 1973 : More Hot Butter
- 1973 : Popcorn with Hot Butter
- 1974 : Moog Hits